# Graphite
Graphite és un paquet informàtic capaç de crear "fonts intel·ligents". Els caràcters tipogràfics defineixen les formes i contenen instruccions que indiquen com combinar i posicionar les lletres de manera complexa. Per tant, és un programari que té cura en les lligadures entre caràcters especialment en les llengües no europees o les llengües no llatines. Desenvolupat per SIL International sota la direcció de Sharon Correll i amb el suport de la UNESCO.
Graphite consta de tres parts: un llenguatge de programació (Graphite Description Language), un compilador que compila el programari amb un tipus de lletra i un motor de renderització del text.

## Característiques
- És un programari lliure sota dues llicències GNU General Public License (GPL) i GNU Lesser General Public License (LGPL).[1]
- Multiplataforma pot executar-se a Linux, Windows i Mac OS 10.6.[5]
- Entre d'altres característiques intel·ligents controla i posiciona: els signes diacrítics consecutius, el canvi de forma d'un caràcter en funció de les lletres que l'envolten o el canvi de posició i forma d'una vocal en funció de les consonants que l'envolten, molt útil en llengües índies com el bengalí.

## Programaris que suporten Graphite
Graphite és suportat a programaris de Linux gràcies al paquet pango-graphite i a Windows amb el complement MultiScribe.
| Programari  | Estat                                                                |
| ----------- | -------------------------------------------------------------------- |
| Firefox     | habilitat per defecte des de la versió 49.0                          |
| LibreOffice | suportat en Windows, Linux i MacOs des de la versió 5.3              |
| OpenOffice  | dona suport des de la versió 3.2                                     |
| WorldPad    | va ser un programari que suportava Graphite però, ja no s'actualitza |
| XeTeX       | Compilador que permet usar Graphite a LaTex                          |